# Palacio Ferrera (Báscones)
El palacio de Báscones, o de los Álvarez de la Rivera, o del Marqués de Ferrera, está situado en la parroquia de Báscones del concejo asturiano de Grado.
El núcleo más antiguo es un gran torreón exento, de planta rectangular, que hoy forma conjunto con el palacio de los Ferrera, pero que es mucho más antiguo. 
Es una obra militar muy fuerte, con varias saeteras. Las puertas de entrada tienen una altura superior a 3 metros. Aunque el historiador Fernández Miranda lo supone del siglo XII, por sus caracteres es de tiempos góticos de los siglos XIII-XIV. A su lado había una casa fuerte, hoy desaparecida, reformada por los Álvarez de la Rivera y origen del palacio actual.
La construcción de los Álvarez de la Rivera pasó al marquesado de Ferrera por el matrimonio de la primogénita de la Casa de Rivera con el marques de Ferrera y posteriormente a María Ramona Quiroga Navia Osorio, descendiente de los Ferrera, que fueron los grandes reformadores del palacio a finales del siglo XIX y principios del XX. 
En esencia, éste es un gran cuerpo rectangular con dos pisos de galerías acristaladas en marco formando arcos de medio punto. Un patio se abre en medio de la muralla con escudo, y tiene una hermosa escalinata en el lado izquierdo, en parte cubierta. Al fondo, un piso bajo con ventanas rectangulares seguido de una galería arqueada, y finalmente otra de tipo semejante a las de la fachada. Parte de este patio está revestido de azulejería polícroma moderna.
La capilla forma bloque con el palacio, es de piedra, con arco de medio punto.
El palacio forma complejo con el torreón, la casa de labor en la parte posterior, y el puentecillo de acceso que se halla en el camino, algo antes de llegar a él. En la Guerra Civil fue cuartel militar durante quince meses.